# San Francesco in estasi (Guercino Varsavia)
San Francesco in estasi è un dipinto a olio su tela (114,5x82,5 cm) di Giovanni Francesco Barbieri, detto Guercino, databile al 1620 e conservato al Museo nazionale di Varsavia.        

## Storia
Secondo Denis Mahon, il dipinto conservato al Museo nazionale di Varsavia è stato eseguito immediatamente dopo il San Francesco in estasi con san Benedetto, conservato al Louvre, vista l'estrema somiglianza stilistica.
Un dipinto raffigurante un san Francesco con un angelo che suona il violino era già documentato nel 1677 nella collezione Massimi a Roma. Si è ritenuto a lungo che il dipinto oggi conservato a Varsavia potesse corrispondere a quello citato, sebbene non esista una documentazione diretta che lo confermi. La tesi è stata confermata anche da Johannes Albertus Franciscus Orbaan. Da ricerche archivistiche sull'antica collezione Massimi è emerso un documento del restauratore Agostino Tofanelli (Lucca 1770 – Roma 1834), che elenca una serie di opere da lui restaurate per il principe Camillo Massimi, fra cui un San Francesco con l'angelo attribuito a Guercino. Il documento non è datato, ma se fosse posteriore al 1818, permetterebbe di escludere l'identificazione con la tela oggi a Varsavia.
L'opera fu documentata per la prima volta nel 1818, nella collezione della famiglia Potocki di Cracovia; nel 1946 fu confiscato dallo Stato polacco e successivamente entrò a far parte delle raccolte del Muzeum Narodowe di Varsavia. Nel 1956 fu esposto in una collezione Malarstwo wlorskie w Zbiorach polskich ("Pittura italiana nelle collezioni polacche").
Oltre alla versione di Varsavia esistono altre due versioni che rappresentano l'estasi di san Francesco, senza la figura di san Benedetto: una si trova a Dresda e un'altra in una collezione privata a Cento. La versione in collezione privata a Cento è stata scoperta molto di recente ed è stata pubblicata da Mahon per la prima volta nel 2004 

## Descrizione e stile

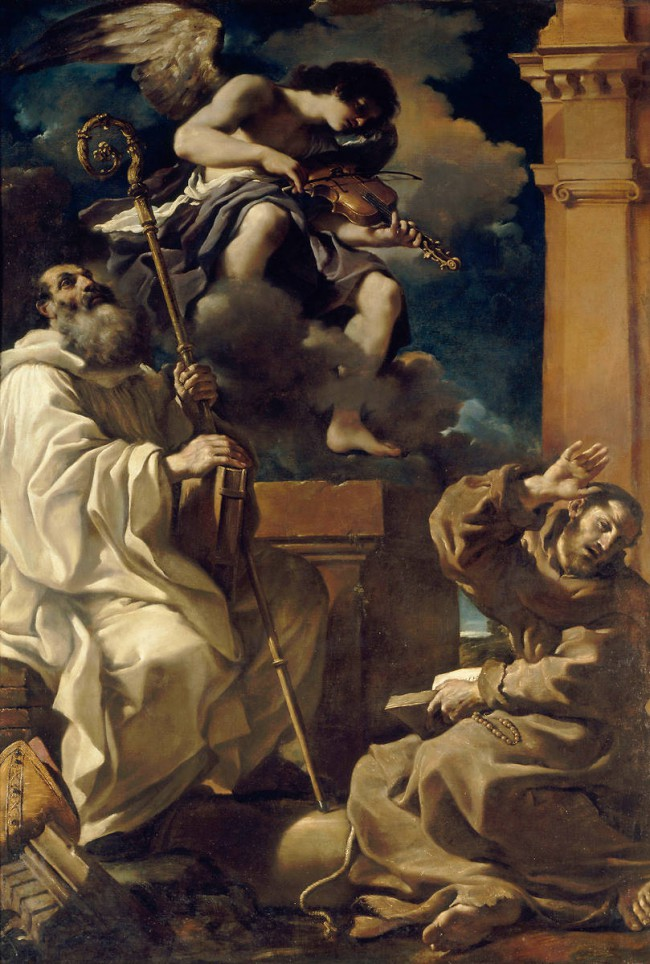
Guercino, San Francesco in estasi con san Benedetto (c. 1620, Museo del Louvre

Il soggetto raffigura l'estasi mistica di san Francesco d'Assisi, ispirata agli scritti agiografici medievali di Tommaso da Celano e di san Bonaventura da Bagnoregio. In uno dei passaggi più noti della Vita secunda, Tommaso da Celano descrive l’esperienza estatica del santo con queste parole: «fu trasformato tutto in Gesù per l'amore e, convertito tutto nel fuoco ardente del serafino, fu fatto simile a colui che apparve nella croce, non per martirio del corpo ma per incendio dell’anima.» Bonaventura, nella Legenda maior, riprende l'episodio scrivendo che Francesco, «rapito da Dio a quel canto melodioso, fu invaso da tanta dolcezza che credette di trovarsi nell’altro mondo.»Il dipinto riprende il soggetto del San Francesco in estasi con san Benedetto, realizzato da Guercino nel 1620 e conservato al Museo del Louvre di Parigi, ma ne semplifica la composizione escludendo la figura del secondo santo, concentrando l’attenzione sull’apparizione soprannaturale e sulla reazione mistica del protagonista. L'interpretazione iconografica moderna associa questa visione mistica a un'apparizione angelica accompagnata da musica celeste, elemento che Guercino traduce visivamente attraverso la figura dell'angelo musicante, al quale san Francesco sembra reagire schermendosi.
L'angelo musicante, che irrompe tra le nubi nella parte superiore del dipinto, rappresenta l'epifania del divino: la visione estatica della bellezza e dell'armonia celeste, resa attraverso la musica. Il giovane alato, in parte nudo e avvolto in un drappo viola, suona il violino con espressione assorta, sospeso tra le nuvole come manifestazione soprannaturale.
In basso, san Francesco è inginocchiato accanto a un rudere architettonico, simbolo della caducità del mondo. Il suo gesto – il braccio sollevato e la mano aperta a schermare il volto – è stato interpretato come segno di umiltà o di incapacità di sostenere una visione così intensa. Il santo, travolto dalla presenza divina, sembra diviso tra il desiderio di ricevere la grazia e la consapevolezza della propria indegnità.
Il volto, teso e trasfigurato, e l’incarnato pallido riflettono l'intensità spirituale del momento. Accanto a lui, si notano un libro e una corona del rosario, allusivi alla meditazione e alla preghiera. Il paesaggio sullo sfondo e la colonna classica a destra incorniciano la scena, mentre l'uso dinamico della luce e i contrasti chiaroscurali accentuano il carattere teatrale della visione. L'impianto diagonale della composizione sottolinea il legame visivo tra il cielo e la terra, tra la grazia divina e la fragilità umana.